# De Bosuil

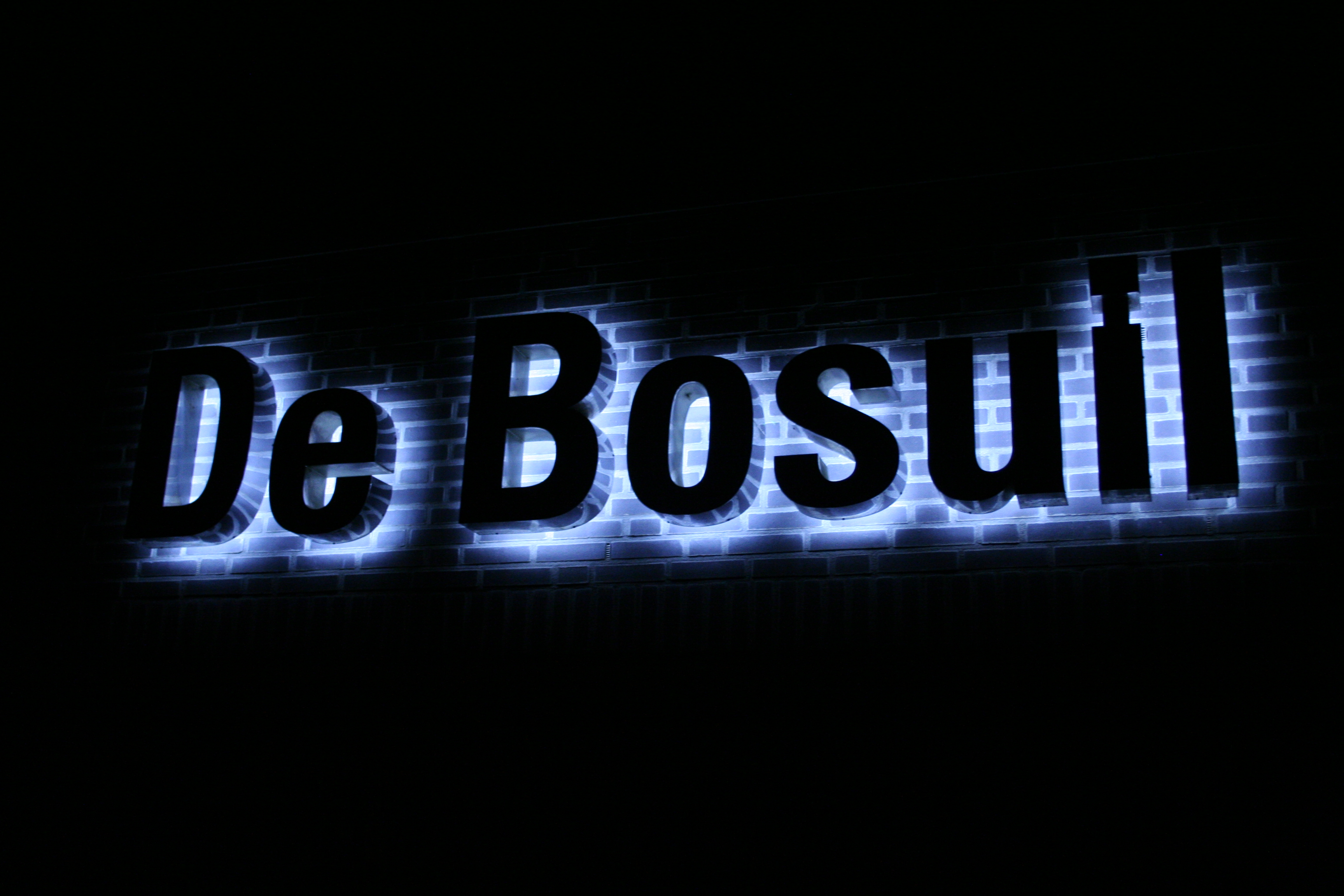
Gevel van De Bosuil

De Bosuil is een poppodium in Weert. Het bestaat sinds de jaren zestig en is sinds 2003 gevestigd in een nieuw gebouw.
De zaal heeft een capaciteit van 800 personen en kan in meerdere compartimenten worden gesplitst. Ook geeft het balkon goed zicht op de zaal en het podium. Er zijn twee repetitieruimtes beschikbaar, beheerd door Muziekkollektief De Bosuil. In de voorbije jaren hebben vele grote nationale en internationale artiesten acte de présence gegeven, onder meer Thin Lizzy, Uriah Heep, Fear Factory, BLØF en De Dijk. Vooral in de rock en blues(rock) heeft De Bosuil een zeer goede naam.
Daarnaast worden er ook feesten, festivals, politieke discussies, workshops en zelfs modeshows gegeven.

## Geschiedenis
De geschiedenis van de huidige Bosuil is te verdelen in de volgende vier periodes:
BeginDe eerste aanzet om te komen tot een georganiseerde jongerenclub is niet precies terug te halen maar ligt naar alle waarschijnlijkheid in de jaren zestig of mogelijk nog daarvoor. De jongeren organiseerde zich toen als K.A.J. (Katholieke Arbeiders Jeugd), hadden een eigen vaandel en maakte gebruik van de bovenzolder van de plaatselijke noodkerk (huidige café/zaal Don Bosco) voor haar activiteiten.
K.W.J.In 1975 kwam de basisschool op Hushoven leeg en de toenmalige jongeren kregen van de gemeente twee klaslokalen toegewezen welke konden worden ingericht als jongerencentrum met een eigen bar en discotheek. Omdat deze jongerengroep juridisch geen rechtspersoon vormde besloot men zich aan de sluiten bij de provinciale K.W.J. wat stond voor Katholieke Werkende Jongeren.
Jongerencentrum De BosuilIn 1977 viel de georganiseerde groep KWJ'ers als jongerengroep vrijwel uit elkaar. De groep werd ouder en had meer amoureuze interesses. De qua leeftijd daaronder hangende generatie (waarvan nu nog mensen actief zijn binnen de huidige Bosuil) nam het gebouw over en organiseerde haar eigen activiteiten, waaronder o.a. in 1981 het eerste Bospopfestival.
Aangezien het katholicisme niet meer volwaardig werd beleefd en de provinciale KWJ een verbinding aanging met de FNV Jongeren, besloot men in toen eigen rechtspersoon op te richten. Dit werd stichting jongerencentrum De Bosuil.
Ergens in 1987 namen de klachten over de late openingstijden (het werd vaak vroeg in de morgen) van de omgeving toe en werd het idee geopperd om een nieuw jongerencentrum op sportpark Boshoven te realiseren. Hier waren geen directe buren aanwezig waardoor genoemde klachten konden worden weggenomen. Tevens kon De Bosuil een gebouw naar eigen inzicht realiseren waarin ook voorzieningen voor livemuziek gerealiseerd konden worden. Het nieuwe jongerencentrum werd door de Bosuil zelf ontworpen, gefinancierd en met medewerking van vele vrijwilligers uitgevoerd. Midden 1989 werd het nieuwe onderkomen (de huidige Hang Out) officieel geopend.
Muziekcentrum De BosuilIn 1999 was de Bosuil, samen met de Academie voor Muziek en Dans en de gemeente Weert, betrokken bij de opzet van de eerste Weerter Popnota. Basis hiervan vormde een enquête onder de regionale amateur-popgroepen. Hieruit was af te lezen dat er een grote scene van popgroepen binnen de regio Weert actief was, welke behoefte had aan een bepaald voorzieningenniveau. Met andere worden er was behoefte aan een professioneler podium en oefenruimten.
In eerste instantie werd door het jongerencentrum bezien of het huidige gebouw geschikt was om uit te breiden met oefenruimten. Anderzijds had de gemeente behoefte aan een ruimte voor de plaatselijke zogenaamde hangjongeren. Verder wilde men graag met de Bosuil tot een andere subsidie opzet komen en de huidige open-eind-constructie inruilen voor een budgetsubsuidie.
De Bosuil kreeg het idee om haar gebouw aan de gemeente te verkopen en een nieuw gebouw (muziekcentrum) naast het oude te realiseren. Men was bekend met het mooie nieuwe gebouw van Sjiwa te Baarlo. Dezelfde architect werd gevraagd een ontwerp te maken op basis van no cure, no pay. De technische mensen binnen de Bosuil legde er een begroting naast en onderzocht de financiële haalbaarheid waarbij ook fondswerving een belangrijk onderdeel vormde. Er werd een bedrijfsplan opgesteld en een verzoek om medewerking bij de gemeente ingediend. Het heeft 1,5 jaar en enige overredingskracht gekost om de Weerter politiek in het plan mee te krijgen, waarna in mei 2002 de eerste schop van het nieuwe c.q. huidige muziekcentrum in de grond ging. Begin maart 2003 werd het gebouw officieel geopend. De organisatie was al enige tijd uitgebreid en voorbereid op de nieuwe situatie. Er waren nog meer vrijwilligers nodig, en die kwamen er ook.
Uitbreiding De Bosuil: Inmiddels heeft het podium een professioneel kader van vijf parttimers in vaste dienst. De ontwikkeling zet zich gestaag voort waardoor in de zomer van 2022 het podium is verbouwd en uitgebreid waarmee de capaciteit verhoogt is naar 800 bezoekers. In maart 2023 viert De Bosuil haar 20-jarig jubileum als huidig poppodium. De verruiming van de capaciteit biedt mogelijkheden om grotere internationale bands te gaan boeken zoals Paul Carrack, The Waterboys en de White Lies